# Hãy trao cho anh (bài hát)
"Hãy trao cho anh" (tiếng Anh: "Give It to Me") là một bài hát của nam ca sĩ kiêm sáng tác nhạc Sơn Tùng M-TP nằm trong album phòng thu đầu tiên của anh, Chúng ta (2020). Bài hát được Sơn Tùng M-TP sáng tác với phần rap được viết bởi rapper Snoop Dogg và thể hiện cùng với màn kết hợp với rapper người Mỹ Snoop Dogg, được phát hành với vai trò đĩa đơn thứ hai nằm trong album. Ca khúc được phát hành lần đầu tiên trên hệ thống YouTube với vai trò đĩa đơn thứ 2 trích từ album phòng thu thứ hai của anh, Chúng ta (2020) và đã xác lập kỉ lục đáng kể 25.873.058 lượt xem sau 24 giờ ra mắt, hơn 3,6 triệu lượt thích, 629.545 lượt xem công chiếu, 1 triệu lượt xem sau 8 phút, 2 triệu sau 14 phút, 10 triệu sau 3 giờ 17 phút sau khi phát hành lúc 20:00 (GMT+7) ngày 1 tháng 7 năm 2019. Đây là ca khúc đầu tiên của nam ca sĩ vào năm 2019 sau hơn một năm vắng bóng từ "Chạy ngay đi".
"Hãy trao cho anh" đạt được nhiều thành công về mặt thương mại, Tùng sau đó đã vinh dự tiếp tục giành được 3 đề cử "Video âm nhạc của năm", "Bài hát của năm" và "Ca sĩ của năm" cho chính anh tại Giải thưởng Cống hiến lần thứ 15.

## Thực hiện
Đội ngũ sản xuất ca khúc "Hãy trao cho anh" gồm:
- Sơn Tùng M-TP - hát chính, người viết bài hát
- Snoop Dogg - rap
- Onionn - nhà sản xuất, hòa âm phối khí
- Nguyễn Thanh Tùng - đơn vị sản xuất
- August Frogs - đạo diễn
- Madison Beer - diễn viên

## Video âm nhạc
MV của bài hát được ra mắt vào lúc 20:00 (GMT +7) trên YouTube nhờ tính năng công chiếu trực tiếp của trang web. Trước khi công chiếu, MV cho phép người xem được đặt lời nhắc trước. "Hãy trao cho anh" được ghi hình ở Vườn quốc gia Joshua Tree, tọa lạc tại California của Mỹ với khung cảnh sa mạc, còn một số cảnh quay khác được ghi hình ở Los Angeles.

### Nội dung
Câu chuyện của MV kể về một người đàn ông giàu có, sống trong ngôi biệt thự lộng lẫy. Dù có tất cả mọi thứ nhưng bản thân vẫn cảm thấy nhàm chán, anh quyết định theo đuổi một thứ - tình yêu đích thực. Một ngày, anh mở tiệc tại ngôi biệt thự của mình, anh đã gặp người con gái (do Madison Beer thủ vai) mà mình phải ngã lòng từ lần đầu chạm mặt.
Đoạn rap 20 giây của Snoop Dogg nội dung khá suồng sã và trụy lạc khi liên tục là những lời mời chào sử dụng chất kích thích "smoke a blunt and pop a bottle of wine" - rượu cồn và thuốc cuộn và những cuộc truy hoan thâu đêm "do some things that will shatter your spine" - "vận động tới gãy xương sống" (ẩn dụ của hoạt động tình dục).

### Thành tích đạt được
- Lượt xem đồng thời tại thời điểm công chiếu: với số lượt xem ngay tại thời điểm công chiếu là 645.000, Sơn Tùng M-TP đã chính thức lập kỷ lục thế giới, trở thành nam nghệ sĩ solo sở hữu MV có lượt xem đồng thời tại thời điểm công chiếu cao nhất trên YouTube. Ngoài ra, "Hãy trao cho anh" còn lọt vào Top 3 MV có lượt xem video công chiếu trên YouTube cao nhất hiện tại, sau "Kill This Love" của nhóm nhạc Blackpink với 979.000 lượt xem và "Thank U, Next" của nữ nghệ sĩ Ariana Grande với 829.000 lượt xem.[3][4]
- Số lượt xem trên YouTube: Được cho là MV được xem nhiều nhất thế giới trong ngày 1/7: "Hãy trao cho anh" vượt mặt cả Señorita của Camila Cabello và Shawn Mendes. Đối tác chính thức của YouTube tại Việt Nam là Metub Network cũng công bố con số chi tiết được ghi nhận là 1 triệu xem trong vòng 8 phút, 2 triệu view trong vòng 14 phút và 4,7 triệu views trong vòng 50 phút kể từ lúc ra mắt, cán mốc 10 triệu lượt xem chỉ sau hơn 3 giờ ra mắt ngay trong đêm đó.[5]. "Hãy trao cho anh" đã liên tục phá vỡ mọi kỷ lục Việt Nam hiện tại dành cho Music Video. Ngày 5 tháng 7, Google chính thức xác nhận "Hãy trao cho anh" có 25,8 triệu lượt xem trong vòng 24 giờ đầu tiên, lọt vào danh sách 20 MV có lượt xem trong vòng 24 giờ cao nhất thế giới. Các kỷ lục liên tiếp được thiết lập, trong ngày sinh nhật Sơn Tùng M-TP tròn 25 tuổi, "Hãy trao cho anh" chính thức cán mốc 50 triệu lượt xem sau 3 ngày 20 tiếng, phá kỷ lục hiện tại do "Chạy ngay đi" đang nắm giữ với gần 7 ngày[6][7]. Khoảng 14 giờ ngày 17 tháng 7, tức là 15 ngày 18 tiếng 09 phút (15,7 ngày) sau khi ra mắt, MV đạt mốc 100 triệu lượt xem và là MV Vpop cán mốc 100 triệu lượt xem nhanh nhất từ trước đến nay. Như vậy, "Hãy trao cho anh" đã vượt hàng loạt MV đình đám của làng nhạc thế giới như: "Blank Space" của Taylor Swift (15,9 ngày), "I Like It" của Cardi B (16,7 ngày), "Shape of You" của Ed Sheeran (16,8 ngày), "Work" của Rihanna và Drake (16,9 ngày)... để đặt chân vào top 100 MV cán mốc 100 triệu lượt xem nhanh nhất toàn cầu (thứ hạng dao động ở vị trí 50-51). Sơn Tùng M-TP chính là nghệ sĩ Việt Nam đầu tiên dám "chạy đua" trong cuộc chiến 100 triệu lượt xem với dàn sao quốc tế. Thành tích 15,7 ngày này tương đương với tốc độ MV "Old Town Road" - con quái vật thống trị BXH Billboard Hot 100 - cán mốc 100 triệu lượt xem.
- "Hãy trao cho anh" còn đứng vị trí thứ 7 trong danh sách bài hát hàng đầu và vị trí thứ 2 trong danh sách MV hàng đầu của YouTube trong tuần 28 tháng 6 - 4 tháng 7. Ngoài ra, Sơn Tùng M-TP còn lần đầu tiên lọt vào danh sách nghệ sĩ hàng đầu trên YouTube và xếp thứ 55[8].
- Số lượt thích trên YouTube: "Hãy trao cho anh" trở thành MV có 1 triệu lượt thích nhanh nhất lịch sử Vpop vào đúng 22h59 phút ngày 1 tháng 7, tức chỉ 2 tiếng 59 phút sau khi MV được phát hành, gấp 60 lần kỷ lục trước đó của "Chạy ngay đi". Tính đến tháng 11 năm 2024, Vpop chỉ có 31 MV có trên 1 triệu lượt thích. Trong số đó, có 9 MV là của Sơn Tùng M-TP gồm "Hãy trao cho anh", "Chạy ngay đi", "Nơi này có anh", "Lạc trôi", "Có chắc yêu là đây", "Chúng ta của hiện tại", "Chúng ta không thuộc về nhau",  "Muộn rồi mà sao còn", "Đừng làm trái tim anh đau". Chỉ sau hơn 48 tiếng ra mắt, tối ngày 3 tháng 7, "Hãy trao cho anh" là MV đầu tiên của Vpop cán mốc 2 triệu lượt thích trên YouTube.[9]. Sau hơn 3 tuần ra mắt, Trưa ngày 22 tháng 7 "Hãy trao cho anh" đã trở thành MV đầu tiên của Vpop cán mốc 3 triệu lượt thích trên YouTube.
- Top thịnh hành trên YouTube: Vươn đến top 1 Thịnh hành YouTube Việt Nam quá dễ dàng vào khoảng 2 giờ sáng, tức chỉ mất vỏn vẹn 6 tiếng đồng hồ để đạt thành tích trên. MV giữ vị trí top 1 Thịnh hành YouTube Việt Nam hơn 12 ngày, tới ngày 13 tháng 7 mới xuống thứ hạng 2 nhường vị trí cho một MV khác. Ngày 3 tháng 7 MV tiếp tục vươn lên top 1 thịnh hành YouTube Hàn Quốc, và ngay sau đó là top 1 thịnh hành tại YouTube Úc. Bên cạnh đó, MV cũng đã vươn đến top 4 Thịnh hành tại Canada, top 8 Thịnh hành tại Hoa Kỳ, top 7 Thịnh hành tại Singapore, top 2 Thịnh hành tại Đài Loan sau 24 giờ.[10][11].
- Ngoài nền tảng YouTube, đến ngày 4 tháng 7 "Hãy trao cho anh" của Sơn Tùng M-TP vươn lên top 1 trên tất cả các nền tảng âm nhạc nước ngoài tại Vpop: #1 thịnh hành YouTube Việt Nam, #1 iTunes, #1 Apple Music và #1 Spotify. Trên NhacCuaTui - nền tảng được phân phối độc quyền ca khúc này tại Việt Nam, sau 48 tiếng phát hành ca khúc 'Hãy trao cho anh' của Sơn Tùng M-TP đạt 10 triệu lượt nghe[12].

## Đón nhận
Tuy còn một số ý kiến về việc MV có lỗi hình ảnh, hát không rõ lời... nhưng "Hãy trao cho anh" đã gây một cơn sốt trên truyền thông và mạng xã hội tại Việt Nam. Ngoài ra, Sơn Tùng M-TP cùng sản phẩm âm nhạc "Hãy trao cho anh" đã nhận những đánh giá tích cực của truyền thông quốc tế: The Source – trang báo điện tử chuyên về Hip Hop có tiếng của Mỹ đã đưa tin về sự trở lại của Sơn Tùng và gọi anh là "Hiện tượng châu Á", được giải thưởng thế giới là World Music Awards dành lời khen có cánh và gọi Sơn Tùng M-TP là "Hoàng tử nhạc Pop, và được đăng tải bài viết riêng trên trang tạp chí âm nhạc lớn nhất thế giới Billboard trang tin Star News của Hàn Quốc cũng đăng tài bài viết và gọi Sơn Tùng M-TP là "một trong những ngôi sao hàng đầu Vpop".

## Xếp hạng
| Bảng xếp hạng (2020)         | Vị trí cao nhất |
| ---------------------------- | --------------- |
| LyricFind Global (Billboard) | 1               |